# Урняк (Рыбно-Слободский район)
Урняк — поселок в Рыбно-Слободском районе Татарстана. Входит в состав Биектауского сельского поселения.

## География
Находится в центральной части Татарстана на расстоянии приблизительно 27 км на восток-северо-восток по прямой от районного центра поселка Рыбная Слобода.

## История
Основан в 1927 году.

## Население
Постоянных жителей было: в 1938 — 91, в 1949 — 75, в 1958 и 1970 — по 108, в 1989 — 32, в 2002 году 14 (татары 100 %), в 2010 году 1.